# Kernkraftwerk Douglas Point (Kanada)
Douglas Point war das erste kommerziell betriebene Kernkraftwerk Kanadas und Kanadas zweiter CANDU-Reaktor.
Das Kraftwerk mit einer elektrischen Bruttoleistung von 218 MW befindet sich in der Nähe von Kincardine, Ontario und war vom 26. September 1968 bis zum 4. Mai 1984 in Betrieb.
Nach dem erfolgreichen Betrieb des Nuclear Power Demonstrators als Demonstrationsreaktor, welcher als der erste Reaktor der CANDU-Baureihe gilt und die Machbarkeit dieses Konzepts beweisen sollte, wurde 1959 der Beschluss verkündet, das erste kommerziell betriebene Kernkraftwerk Kanadas mit einem weiterentwickelten Prototyp des CANDU-Reaktors zu bauen.
Am 15. November 1966 um 16:26 Uhr Ortszeit wurde der Reaktor das erste Mal kritisch. Die Netzsynchronisation erfolgte am 7. Januar 1967, der kommerzielle Betrieb begann am 26. September 1968.
Besonders in den Anfangszeiten kam es noch zu Problemen unter anderem mit den Lademaschinen des Reaktors und ungenügenden Ventilen im mit schwerem Wasser gefüllten Primärkreislauf des Reaktors. Aufgrund der dadurch gewonnenen Erfahrungen konnten viele dieser Probleme beim darauffolgenden Bau der CANDU-Blöcke des Kernkraftwerks Pickering A vermieden werden.
Am 4. Mai 1984, 17 Jahre nach Inbetriebnahme, wurde der Reaktor endgültig abgeschaltet, da der Eigentümer Atomic Energy of Canada Ltd. die notwendige Generalüberholung des Reaktors aufgrund der – verglichen mit den zu diesem Zeitpunkt neueren CANDU-Blöcken – niedrigen Leistung als nicht rentabel genug ansah.
| Reaktorblock  | Reaktortyp     | Netto- leistung | Brutto- leistung | Baubeginn  | Netzsyn- chronisation | Kommerzieller Betrieb | Abschaltung |
| ------------- | -------------- | --------------- | ---------------- | ---------- | --------------------- | --------------------- | ----------- |
| Douglas Point | CANDU-Prototyp | 206 MW          | 218 MW           | 24.06.1959 | 07.01.1967            | 26.09.1968            | 04.05.1984  |